# BASE skakanje
BASE skakanje (engl. Base jumping) je šport, pri kojem padobranac skače sa stojećih predmeta. 
BASE je engleska kratica za Building (zgrada), Antenna (antena -  stup), Span (most, luk, kupola), i Earth (stijena ili neka druga prirodna formacija). 
Kratica ukazuje od kuda Base skakači obavljaju svoje skokove.
U brojnim državama ta vrsta padobranstva je zabranjena, a brojni skakači ih izvode protuzakonito. BASE skakanje je ekstremni oblik padobranstva. 
Većina BASE skakača dolazi iz redova padobranaca koji inače skaču iz zrakoplova.
BASE skakanje se izvodi s posebno oblikovanim padobranom i posebnim načinom slaganje padobrana. Nema pričuvni padobran. S obzirom na relativno male visine od kojih BASE skakači skaču, pričuvni padobran je nepotreban, pa čak i može biti i opasan. 
U Sjedinjenim Američkim Državama svake godine u listopadu (uvijek treća subota u mjesecu) organizira se vjerojatno najveći legalni događaj BASE skakanja na svijetu: Brige day  (Most Dan) u Zapadnoj Virginiji: Most se nalazi u Parku prirode i skokovi su dopušteni unutar određenog vremenskog razdoblja - od devet ujutro do tri popodne. 
Godine 2013. BASE skakač Valerij Rozov skočio je s Mount Everesta, a prije toga 2009. iz helikoptera sa 700 metara visine u aktivni vulkan Mutnovski na Kamčatki, što se niko ni prije ni nakon njega nije odvažio uraditi.

## Povijest
Oko 1615. ili 1616. Hrvat Faust Vrančić je objavio crtež četverokutnog padobrana. Kao 65-godišnjak, teško bolestan i nedugo prije smrti - s takvim padobranom izveo je prvi uspješni skok (ovisno o izvoru) sa zvonika bazilike sv. Marka u Veneciji ili s 86 metara visokog zvonika katedrale svetoga Maritna u Bratislavi.

## Poznata mjesta
- Kjerag, Norveška
- Ściana Troli, Norveška
- Engelberg, Švicarska
- Lauterbrunnental, Švicarska
- El Capitan, SAD
- Glacier Point, SAD
- Half Dome, SAD
- New River Gorge Bridge, SAD
- Angelovi slapovi, Venezuela
- Jungfrau, Švicarska